# Zigeunerorkestret
Zigeunerorkestret eller En Zigeunerpiges Kærlighedsroman er en dansk stum romantisk dramafilm fra 1912 produceret af Det Skandinavisk-Russiske Handelshus ("SRH") og instrueret af Vilhelm Glückstadt Kay van der Aa Kühle. Filmens hovedroller i trekantsdramaet spilles af Emilie Sannom, Richard Jensen og Olaf Fønss.
Filmen havde dansk premiere den 28. august 1912 i Victoria-Teatret og blev ud udlandet distribueret under titlerne Fahrendes Volk, The Gypsy Orchestra og En zigenarflickas kärlekssaga.

## Handling
Zigeuneren Luini spiler på sin violin for sin kæreste zigeunerpigen Marietta. Luinis ven, bjørnetæmmeren Carlo, kommer til byen med sine bjørne, og Marietta betages af Carlo, og forlader Luini. Hun må dog erfare, at Carlo er en hård og brutal mand, og efter noget tid længes hun efter Luini. De to mødes, og Luini tilgiver Marietta og parret går ud i skoven. Men en af Carlos bjørne er sluppet løs og jagter de Luini og Marietta. Parret flygter, men til sidst kommer Carlo dem til undsætning. En af hans mænd kaster sig våbenløs ind i kampen mod den rasende bjørn, som Carlo sidste skyder med sin revolver. Carlo indser, at det er Luini, der er i Mariettas hjerte.

## Medvirkende
- Emilie Sannom som Marietta, Luinis elskede
- Richard Jensen som Luini, zigeunerviolinist
- Olaf Fønss som Carlo, bjørnetæmmer
- Hildur Møller
- Valdemar Møller
- Ragnhild Sannom som Varietégæst
- Karl Merrild som Sigøjnermusiker
- Holger Mehnen som Sigøjnermusiker